# Scottish Division One 1899-1900
La Scottish Division One 1899-1900 è stata la 10ª edizione della massima serie del campionato scozzese di calcio, disputato tra il 19 agosto 1899 e il 17 marzo 1900 e concluso con la vittoria dei Rangers al loro terzo titolo, il secondo consecutivo.
Capocannonieri del torneo sono stati Robert Hamilton (Rangers) e William Michael (Hearts) con 15 reti ciascuno.

## Stagione
Il Partick Thistle, retrocesso nella precedente stagione, fu sostituito dal Kilmarnock che fece il suo esordio in Division One. Fu invece rieletto il Dundee.
Nonostante il Celtic si fosse imposto per 3-2 nell'Old Firm della precedente giornata, i Rangers conquistarono il titolo alla terzultima partita battendo nell'altro derby di Glasgow il Third Lanark per 2-1.

## Classifica finale
Fonte:
|  | Pos. | Squadra       | Pt | G  | V  | N | P  | GF | GS |
|  | ---- | ------------- | -- | -- | -- | - | -- | -- | -- |
|  | 1.   | Rangers       | 32 | 18 | 15 | 2 | 1  | 69 | 27 |
|  | 2.   | Celtic        | 25 | 18 | 9  | 7 | 2  | 46 | 27 |
|  | 3.   | Hibernian     | 24 | 18 | 9  | 6 | 3  | 43 | 24 |
|  | 4.   | Hearts        | 23 | 18 | 10 | 3 | 5  | 41 | 24 |
|  | 5.   | Kilmarnock    | 18 | 18 | 6  | 6 | 6  | 30 | 37 |
|  | 6.   | Dundee        | 15 | 18 | 4  | 7 | 7  | 36 | 39 |
|  | 6.   | Third Lanark  | 15 | 18 | 5  | 5 | 8  | 31 | 38 |
|  | 8.   | St. Mirren    | 12 | 18 | 3  | 6 | 9  | 30 | 46 |
|  | 9.   | St. Bernard's | 12 | 18 | 4  | 4 | 10 | 29 | 47 |
|  | 10.  | Clyde         | 4  | 18 | 2  | 0 | 16 | 24 | 70 |

Legenda:
      Campione di Scozia.
      Retrocessa in  Scottish Division Two 1900-1901.
Regolamento:
Due punti a vittoria, uno a pareggio, zero a sconfitta.
Vigeva il pari merito. In caso di arrivo a pari punti per l'assegnazione del titolo o per i posti destinati alla rielezione automatica era previsto uno spareggio.

## Spareggi

### Spareggio per l'8º posto
Fonte:
|            | Risultati |               | Luogo e data          |
| ---------- | --------- | ------------- | --------------------- |
| St. Mirren | 2-1       | St. Bernard's | Dundee, 7 aprile 1900 |
|            |           |               |                       |